# 2023年11月中国大陆

## 11月
- 第四次全国文物普查正式开始[1]。

## 11月2日
- 已故原国务院总理李克强的遗体告别仪式在北京举行，党和国家领导人前往八宝山革命公墓送别，前中共中央总书记胡锦涛送花圈表示哀悼，但本人沒有出席[2]。

## 11月4日
- 中华人民共和国首艘国产邮轮爱达·魔都号正式交付，定于2024年初由中船嘉年华投入运营。[3]

## 11月6日
- 黑龙江省佳木斯市桦南县悦城广场全民健身体育馆發生屋頂坍塌事故，造成三人遇难[4]。

## 11月8日
- 陸家嘴集團在11月4日对外公告的诉苏钢集团土壤污染案，引发舆论关注[5]。

## 11月15日
- 鄭州爛尾樓維權夫婦亮亮麗君在融創售樓部被毆打。[6][7][8]